# Кертанти, Родион Вячеславович
Родион Вячеславович Кертанти (9 января 1971, Чикола, Северо-Осетинская АССР, РСФСР, СССР) — российский и словацкий борец вольного стиля, призёр чемпионата Европы, участник двух Олимпийских игр. 13-кратный чемпион Словакии.  По национальности — осетин.

## Биография
Является воспитанником спортивного клуба «Динамо» из его родного села, где тренировался под руководством Ахсарбека Макоева. После окончания школы поступил в университет на факультет физвоспитания в Орджоникидзе, где начал ходить к Казбеку Дедегкаеву, позже перешел к Владимиру Дзугутову. Он выиграл чемпионат Вооруженных сил СССР, чемпионат РСФСР, стал призёром чемпионата Содружества Независимых Государств, крупного международного турнира, после которого он в 1992 году получил приглашение от федерации борьбы Словакии. Однако на Олимпиаде в Барселоне ему выступить не удалось, так как только спустя четыре года Родион получил гражданство. И на первом же чемпионате Европы в Будапеште в марте 1996, уступив в финале россиянину Бувайсару Сайтиеву стал серебряным призером. На Олимпиаде 1996 года в Атланте выступил неудачно, заняв 15 место. На следующей Олимпиаде 2000 года в Сиднее также занял 15 место. 

## Личная жизнь
Есть двое детей. Дочь Гуара играет в теннис, а сын занимается вольной борьбой.

## Достижения
- Чемпионат Европы по борьбе 1996 — ;
- Олимпиада 1996 — 15;
- Чемпионат Европы по борьбе 1999 — 4;
- Олимпиада 2000 — 15;
- Чемпионат мира по борьбе 2001 — 4;